# Tapiola
Tapiola (traducció literal al català: "El regne de Tapio"), op. 112, és un poema simfònic del compositor finlandès Jean Sibelius, escrit el 1926 per encàrrec de Walter Damrosch per a la Societat Filharmònica de Nova York. Tapiola retrata Tapio, l'esperit animat del bosc esmentat a tot el Kalevala. Va ser estrenada per Damrosch el 26 de desembre de 1926.

## Història
Walter Damrosch va encarregar l'obra per a la Societat Filharmònica de Nova York. Tapiola retrata Tapio, l'esperit animat del bosc esmentat a tot el Kalevala.

Quan l'editor va demanar que aclarís el programa de l'obra, Sibelius va respondre amb una explicació en prosa convertida pel seu editor (Breitkopf & Härtel) en un epígraf en forma de quartet a les edicions en anglès de la partitura:
Es troben àmpliament estesos, els boscos foscos de la Terra del Nord,

Somnis salvatges antics i misteriosos;

Dins d'ells habita el Déu poderós del bosc,

I els esperits de la fusta a la foscor teixeixen secrets màgics.
Tapiola va ser estrenada per Walter Damrosch i la New York Symphonic Society el 26 de desembre de 1926.
La primera actuació a Finlàndia el 25 d'abril de 1927 va ser dirigida per Robert Kajanus, el mateix dia que l'Obertura de <i id="mwLA">La tempesta</i> i la Setena Simfonia també es van introduir a Finlàndia. El compositor Leevi Madetoja va assenyalar: "De vegades escoltem la crida malenconiosa i repetida d'un elf, de vegades un caminant solitari pel bosc està donant sortida al dolor de la vida. Una obra preciosa, tècnicament propera a la Setena Simfonia." 
L'editor original va ser Breitkopf & Härtel, que va publicar la majoria de les obres del compositor. Tapiola va ser l'última obra important de Sibelius, tot i que va viure durant trenta anys més. Va començar a treballar en una Vuitena Simfonia, però es diu que va cremar els esbossos després de quedar descontent amb l'obra.

## Música
Una actuació típica de Tapiola dura entre quinze i vint minuts. Està escrita per a tres flautes (tercera doblant flautí), dos oboès, corn anglès, dos clarinets, clarinet baix, dos fagots, contrafagot, quatre trompes, tres trompetes, tres trombons, timbals i cordes.
El gest inicial a partir del qual es desenvolupa tota la peça és:
Audio playback is not supported in your browser. You can download the audio file.
Karl Ekman va escriure al Hufvudstadsbladet : "De fet, Tapiola és un tot monotemàtic, encara que hi ha hagut desacord sobre si el motiu central es pot considerar realment un tema. Erkki Salmenhaara argumenta que no és així. Segons la seva opinió, el motiu "nucli" dona lloc a almenys quatre motius bàsics centrals i interconnectats. Aquests, al seu torn, produeixen "una trentena de motius musicals molt característics, originals i inimitablement sibelians"".

## Enregistraments seleccionats
Kajanus, que va dirigir l'estrena finlandesa, va dirigir el primer enregistrament amb l'⁣Orquestra Simfònica de Londres per a EMI/HMV el 29 de juny de 1932 a l'Abbey Road Studio 1. El 1953 Herbert von Karajan va dirigir la Philharmonia Orchestra en el primer dels seus quatre enregistraments de l'obra. (Sibelius considerava Karajan com "l'únic que realment entén la meva feina".) Thomas Beecham i la Royal Philharmonic Orchestra van gravar la música el 1955; va ser un dels primers enregistraments estereofònics realitzats per EMI. Tant abans com des de llavors, nombrosos directors i orquestres han enregistrat l'obra.